# Xerox NoteTaker
O Xerox NoteTaker foi talvez o primeiro computador portátil a ser desenvolvido, em 1976, no  Xerox PARC em Palo Alto, Califórnia. Embora nunca tenha entrado em produção comercial, e somente cerca de dez protótipos tenham sido construídos, seu design influenciou fortemente os subseqüentes Osborne 1 e Compaq Portable.

## História
O NoteTaker foi desenvolvido por uma equipe que incluía Adele Goldberg, Douglas Fairbairn e Larry Tesler. Baseou-se fortemente em pesquisas anteriores de Alan Kay, que havia desenvolvido o projeto Dynabook. Enquanto o Dynabook foi um conceito para um computador transportável que seria impossível de implementar com a tecnologia então existente, o NoteTaker foi projetado para mostrar o que poderia ser feito com os recursos disponíveis.
O computador empregou o que então era o estado da arte em tecnologia, incluindo um monitor monocromático embutido, um acionador de disquete e um mouse. Possuía 128 kibibytes de RAM, montante impressionante para a época, e utilizava uma UCP de 1 MHz. O SO era uma versão do Smalltalk escrito para o Xerox Alto, máquina pioneira no uso da interface gráfica de usuário.
O NoteTaker era transportado numa caixa semelhante a de uma máquina de costura portátil; o teclado era encaixado no fundo da máquina, cobrindo o monitor e o drive. Este padrão foi utilizado alguns anos depois em computadores "transportáveis" comercialmente bem-sucedidos, incluindo o Osborne 1 e o Compaq Portable. Todavia, estes modelos posteriores pesavam cerca de metade do peso do NoteTaker, o qual era em torno de 22 kg.